# Saint-Sixte (Lot i Garonna)
Saint-Sixte – miejscowość i gmina we Francji, w regionie Nowa Akwitania, w departamencie Lot i Garonna. Nazwa miejscowości pochodzi od imienia św. Sykstusa.
Według danych na rok 1990 gminę zamieszkiwało 255 osób, a gęstość zaludnienia wynosiła 43 osób/km² (wśród 2290 gmin Akwitanii Saint-Sixte plasuje się na 924. miejscu pod względem liczby ludności, natomiast pod względem powierzchni na miejscu 1362.).